# Pływanie na Letnich Igrzyskach Olimpijskich 1900 – 200 metrów stylem grzbietowym
Zawody były rozgrywane od 11 sierpnia do 12 sierpnia 1900. Wystartowało 16 zawodników z 6 krajów. 

## Wyniki

### Półfinały
Zwycięzca każdego półfinału kwalifikował się do finału (Q), a spośród pozostałych awansowało siedmiu z najlepszymi czasami (q).

#### Półfinał 1
| Poz. | Zawodnik         | Kraj                 | Wynik  | Uwagi |
| ---- | ---------------- | -------------------- | ------ | ----- |
| 1.   | Ernst Hoppenberg | Cesarstwo Niemieckie | 2:54,4 | Q     |
| 2.   | Robert Crawshaw  | Wielka Brytania      | 3:15,0 | q     |
| 3.   | Thomas Burgess   | Wielka Brytania      | 3:50,4 | q     |
| 4.   | Paolo Bussetti   | Włochy               | 4:09,2 | q     |
| 5.   | Lapostolet       | Francja              | 4:34,6 |       |
| 6.   | Fumouze          | Francja              | 5:17,0 |       |

#### Półfinał 2
| Poz. | Zawodnik         | Kraj     | Wynik  | Uwagi |
| ---- | ---------------- | -------- | ------ | ----- |
| 1.   | Johannes Bloemen | Holandia | 3:09,2 | Q     |
| 2.   | de Romand        | Francja  | 3:56,6 | q     |
| 3.   | Chevrand         | Francja  | 4:42,0 |       |

#### Półfinał 3
| Poz. | Zawodnik           | Kraj     | Wynik  | Uwagi |
| ---- | ------------------ | -------- | ------ | ----- |
| 1.   | Karl Ruberl        | Austria  | 2:56,0 | Q     |
| 2.   | Johannes Drost     | Holandia | 3:10,2 | q     |
| 3.   | Georges Leuillieux | Francja  | 3:10,2 | q     |
| 4.   | Erik Eriksson      | Szwecja  | 4:05,4 | q     |
| 5.   | Lué                | Francja  | 4:10,0 |       |
| 6.   | Paul Peyrusson     | Francja  | 4:15,6 |       |
| 7.   | Texier             | Francja  | 4:49,0 |       |

### Finał
| Poz.   | Zawodnik           | Kraj                 | Wynik  | Uwagi |
| ------ | ------------------ | -------------------- | ------ | ----- |
| złoto  | Ernst Hoppenberg   | Cesarstwo Niemieckie | 2:47,0 | OR    |
| srebro | Karl Ruberl        | Austria              | 2:56,0 |       |
| brąz   | Johannes Drost     | Holandia             | 3:01,0 |       |
| 4.     | Johannes Bloemen   | Holandia             | 3:02,2 |       |
| 5.     | Thomas Burgess     | Wielka Brytania      | 3:12,0 |       |
| 6.     | de Romand          | Francja              | 3:38,0 |       |
| 7.     | Paolo Bussetti     | Włochy               | 3:45,0 |       |
| 8.     | Erik Eriksson      | Szwecja              | 3:56,4 |       |
| –      | Robert Crawshaw    | Wielka Brytania      | DNF    | [ 1 ] |
| –      | Georges Leuillieux | Francja              | DNF    |       |